# Tarp Bunkermuseum
Tarp Bunkermuseum er et privatejet non-profit dansk bunkermuseum i Tarp i Esbjerg  Kommune. Museet holder til i en bunker af typen Regelbau 622, der oprindeligt var en del af den gamle tyske militære lufthavn i Esbjerg. Museet modtager ingen støtte fra Esbjerg kommune eller staten - men har modtaget flere donationer fra lokale fonde. 
Bunkeren er bygget i sommeren 1943 og fungerede som vagtbunker for den del af lufthavnen som hed Richthofen. Bunkeren står efter tre års renovering som da Luftwaffe forlod lufthaven i 1945 komplet med alle panserdøre, køjer, inventar og luftrensningsanlæg. Bunkeren har stadigvæk originale vægtegninger samt tyske ordsprog på flere af bunkerens vægge. (se billeder) 
Bunker 75665 som er det officielle tyske navn på Tarp Bunkermuseum, er beregnet til 20 mand jf. Regelbau. Ydermure er 3 meter tykke og det armerede betonloft er to meter tykt og skillevæggene i bunkeren er 1 meter tykke. Bunkeren der er støbt 11. juni 1943 er støbt af hele 928 M3 jernbeton og der er brugt ca. 33 tons armeringsjern. Organisation Todt (OT) afleverede den til værnemagten 24. august 1943. 
Der blev udgravet ca. 1300 M3 inden forskalling og støbning blev igangsat. Bunkeren har en længde på 12,60 M - bredde på 11,50 M og en højde på 5,10 M 
Bunkeren er konstrueret  og placeret i terrænet af de tyske fæstningspionerer. Bygningsprocessen blev organiseret af OT (den tyske byggeorganisation), men selve byggeriet er udført af danske entreprenører og danske arbejdere. Bunkeren hører til Støttepunkt Esbjerg Flyveplads (Stützpunktgruppe Flugplatz Esbjerg). Der er opført 47 bunkere af denne type i Esbjergområdet, hvoraf de 12 ligger på flyvepladsens område – alene i Danmark er der opført ca. 500 bunkere af typen Regelbau 622.
Der er i foråret 2018 ved Tarp Bunkermuseum opført en nedskaleret kopi af den tyske hovedvagt til den militære lufthavn i Esbjerg. Den oprindelige hovedvagt lå placeret ved det nuværende Lillebæltsvej. Museet afholder jævnligt arrangementer hvor der bl.a. foregår historieformidling og genopførsler af scenarier fra krigstiden.

## Galleri
| - Indendørs - Et dækket vagtbord, etagesenge og ovn - Kontorbord ved øvelse - Kontorbord med skrivemaskine og portræt - FLAK Oberleutnant ved dækket bord |

| - Udendørs - Soldater ved øvelse med kanon PAK 7.5 (Panzerabwehrkanone) - Ryttere,"tjekkiske pindsvin" - Sløringsnet syd |